# Sophie Eliott-Lynn

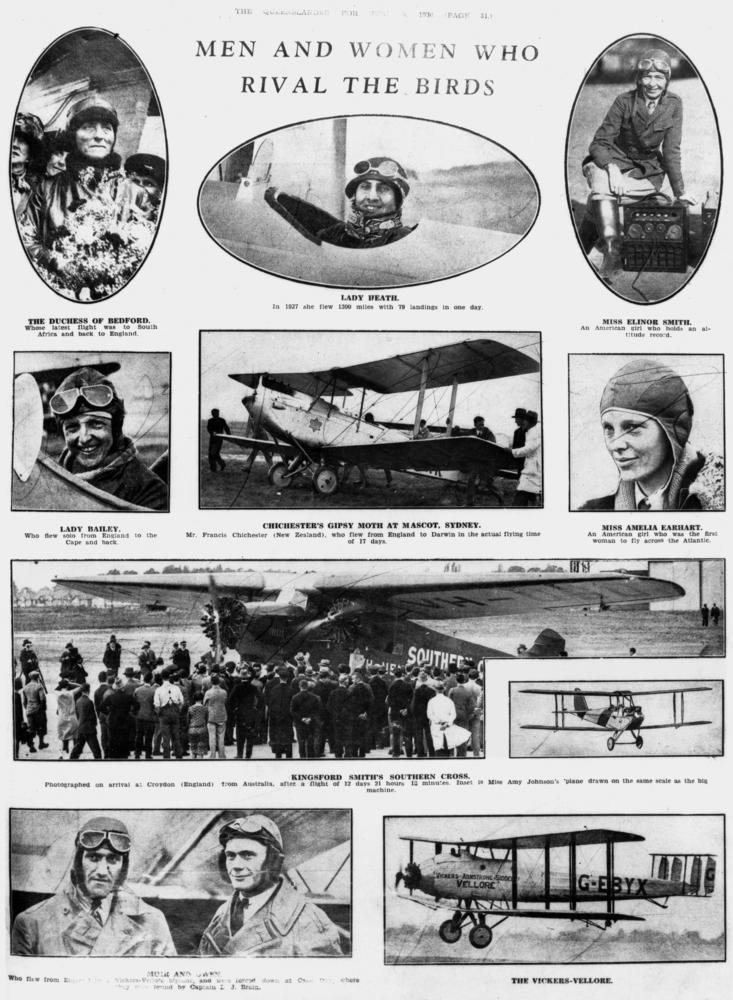
Sophie Eliott-Lynn (Lady Heath), arriba en el centro

Sophie Eliott-Lynn (Condado de Limerick, Irlanda, 10 de noviembre de 1896-Londres, 9 de mayo de 1939), también conocida como Lady Heath, fue una aviadora y atleta irlandesa, especializada en salto de altura, prueba en la que consiguió ser plusmarquista mundial durante casi dos años, desde el 6 de agosto de 1923 al 11 de julio de 1925, con un salto de 1.485 metros.

## Carrera deportiva
El 6 de agosto de 1923 consiguió salta una altura de 1.485 metros, igualando así el récord que poseía la estadounidense Elizabeth Stine, y que no sería batido hasta casi dos años después, cuando la británica Phyllis Green saltó por encima de 1.524 metros.